# Jerry Calà
Jerry Calà (születési nevén: Calogero Calà, Catania, 1951. június 28. –) olasz színész, énekes, televíziós műsorvezető, forgatókönyvíró, filmrendező.

## Élete és pályafutása
Művésznevét az 1970-es években vette fel. Leghíresebb filmszerepe az Al bar dello sport (1983) című vígjátékban volt, Parolát alakítva. Ismert volt még Jerryként a Bombajó bokszoló című 1982-es Bud Spencer-filmből.
A színészi tevékenység mellett énekesként, műsorvezetőként dolgozik és egyéb filmes feladatokat is vállal.

## Magánélete
Volt felesége Mara Venier műsorvezető.

## Filmográfia

### Film

#### Rendező és író
| Év   | Cím                       | Feladatkör | Feladatkör |
| Év   | Cím                       | Rendező    | Író        |
| ---- | ------------------------- | ---------- | ---------- |
| 1994 | Chicken Park              | Igen       | Nem        |
| 1995 | Ragazzi della notte       | Igen       | Igen       |
| 1997 | Gli inaffidabili          | Igen       | Igen       |
| 2006 | Vita Smeralda             | Igen       | Igen       |
| 2008 | Torno a vivere da solo    | Igen       | Igen       |
| 2019 | Odissea nell'ospizio      | Igen       | Igen       |
| 2023 | Chi ha rapito Jerry Calà? | Igen       | Igen       |

#### Színész
| Év   | Magyar cím                   | Eredeti cím                                                                                     | Szerep                              | Magyar hang       |
| ---- | ---------------------------- | ----------------------------------------------------------------------------------------------- | ----------------------------------- | ----------------- |
| 1968 | A csendőr nősül              | Le gendarme se marie                                                                            | statiszta (stáblistán nem szerepel) |                   |
| 1973 | Egy tiszt nem adja meg magát | Un ufficiale non si arrende mai, nemmeno di fronte all'evidenza. Firmato Colonnello Buttiglione | felcser                             |                   |
| 1980 |                              | Arrivano i gatti                                                                                | Jerry                               |                   |
| 1980 |                              | Una vacanza bestiale                                                                            | taxisofőr                           |                   |
| 1981 |                              | I fichissimi                                                                                    | Romeo Binaghi                       |                   |
| 1982 | Bombajó bokszoló             | Bomber                                                                                          | Jerry                               | Felföldi László   |
| 1982 |                              | Vado a vivere da solo                                                                           | Giacomino                           |                   |
| 1983 |                              | Al bar dello sport                                                                              | Parola                              |                   |
| 1983 | A tenger zamata              | Sapore di mare                                                                                  | Luca                                | Bezerédi Zoltán   |
| 1983 |                              | Vacanze di Natale                                                                               | Billo, zongorista                   |                   |
| 1984 |                              | Un ragazzo e una ragazza                                                                        | Calogero Bertoletti                 |                   |
| 1984 |                              | Vacanze in America                                                                              | Peo Colombo                         |                   |
| 1984 |                              | Domani mi sposo                                                                                 | Arturo Righetti                     |                   |
| 1985 |                              | Colpo di fulmine                                                                                | Carlo                               |                   |
| 1986 |                              | Yuppies – I giovani di successo                                                                 | Giacomo                             |                   |
| 1986 |                              | Il ragazzo del Pony Express                                                                     | Ago                                 |                   |
| 1986 |                              | Yuppies 2                                                                                       | Giacomo                             |                   |
| 1987 | Rimini Rimini                | Rimini Rimini                                                                                   | Gianni Bozzi                        | Karácsonyi Zoltán |
| 1987 |                              | Sottozero                                                                                       | Luigi Puletti                       |                   |
| 1988 | Menyasszonyok vonata         | Sposi                                                                                           | Luca                                |                   |
| 1988 |                              | Delitti e profumi                                                                               | Eddy                                |                   |
| 1989 |                              | Fratelli d'Italia                                                                               | Marcolini                           |                   |
| 1990 |                              | Occhio alla perestrojka                                                                         | Fulvio Bonetti                      |                   |
| 1991 |                              | Abbronzatissimi                                                                                 | Willy Damasco                       |                   |
| 1992 |                              | Saint Tropez - Saint Tropez                                                                     | Carlo                               |                   |
| 1993 | Egy bűnös élet naplója       | Diario di un vizio                                                                              | Benito Balducci                     | Józsa Imre        |
| 1993 |                              | Abbronzatissimi 2 - Un anno dopo                                                                | Martino                             |                   |
| 1994 |                              | Chicken Park                                                                                    | Vladimiro Corsetti                  |                   |
| 1995 |                              | Ragazzi della notte                                                                             | Jerry                               |                   |
| 1997 |                              | Gli inaffidabili                                                                                | Renato                              |                   |
| 2006 |                              | Vita Smeralda                                                                                   | Jerry                               |                   |
| 2008 |                              | Torno a vivere da solo                                                                          | Giacomo                             |                   |
| 2012 |                              | Operazione vacanze                                                                              | Bebo Conforti                       |                   |
| 2012 |                              | E io non pago                                                                                   | Fulvio                              |                   |
| 2019 |                              | Odissea nell'ospizio                                                                            | Jimmy Canà                          |                   |
| 2023 |                              | Chi ha rapito Jerry Calà?                                                                       | önmaga                              |                   |

### Televízió
| Év   | Cím                                                         | Szerep       | Megjegyzések                      |
| ---- | ----------------------------------------------------------- | ------------ | --------------------------------- |
| 1987 | Professione vacanze                                         | Enrico       | 6 epizód író                      |
| 1997 | Non chiamatemi papà                                         | Rocco        | tévéfilm                          |
| 1999 | Sítúra a halálba (Mörderische Abfahrt - Skitour in den Tod) | Roberto      | tévéfilm                          |
|      | Anni '60                                                    | Marietto     | minisorozat (4 epizód)            |
| 2011 | Pipì Room                                                   | nem szerepel | tévéfilm rendező, író és producer |